# Giovanni Achenza
Giovanni Achenza né le 31 juillet 1971 à Ozieri dans la province de Sassari en Sardaigne est un triathlète handisport italien.

## Palmarès triathlon
Le tableau présente les résultats les plus significatifs (podium) obtenus sur le circuit international de paratriathlon depuis 2014,. 
| Année | Paratriathlon                              | Pays           | Position           | Temps           |
| ----- | ------------------------------------------ | -------------- | ------------------ | --------------- |
| 2017  | ITU Series PTWC - Étape d'Iseo             | Italie         | Médaille d'or      | 1 h 7 min 25 s  |
| 2017  | ITU Series PTWC - Étape de Yokohama        | Japon          | Médaille d'argent  | 1 h 0 min 58 s  |
| 2016  | ITU Series PT1 - Étape de Buffalo City     | Afrique du Sud | Médaille d'or      | 1 h 8 min 0 s   |
| 2016  | Jeux paralympiques de Rio PT1              | Brésil         | Médaille de bronze | 1 h 1 min 45 s  |
| 2015  | ITU Series PT1 - Étape d'Edmonton          | Canada         | Médaille d'or      | 1 h 4 min 5 s   |
| 2015  | ITU Series PT1 - Étape de Buffalo City     | Afrique du Sud | Médaille d'or      | 1 h 12 min 52 s |
| 2015  | Championnats d'Europe de paratriathlon PT1 | Suisse         | Médaille de bronze | 1 h 1 min 21 s  |
| 2014  | ITU Series PTWC - Étape d'Iseo             | Italie         | Médaille d'argent  | 1 h 5 min 12 s  |